# ジョン・アフォア
ジョン・アフォア（Ioane Fitu "John" Afoa 1983年9月16日 - ）は、ニュージーランド出身のラグビー選手。ポジションはプロップ。現在はプロD2RCヴァンヌに所属している。

## 人物
1983年9月16日、ニュージーランド、オークランドで生まれる。

身長183cm、体重126kg。

## キャリア
セント・ケンティガン・カレッジ卒業、カレッジ在学中の1999年、ラグビー16歳以下ニュージーランド代表に選出、2000年、2001年と2年連続で高校代表に選ばれる。
2002年、ニュージーランド州代表選手権(現ITM CUP)のオークランド州代表チームに入り、同年、19歳以下代表に選出される。2003年には2年連続で19歳以下代表に、同年と翌2004年に21歳以下代表に選出される。
2004年、スーパー14(現スーパーラグビー)のブルースに入り、ブランビーズ戦でデビュー。
2005年、オールブラックスに選ばれ、トライネイションズでは出場機会が無かったが、同年11月のアイルランド戦でデビュー。
2011年、ラグビーワールドカップニュージーランド大会の後にアイルランドのアルスター・ラグビーに移籍。

### カレッジ
アフォアは、ジョー・ロコココ、ジェローム・カイノとセント・ケンティガン・カレッジのラグビークラブでプレイしていた。

## リンク
- John Afoa Bristol Bears
- ジョン・アフォア (@John_Afoa) - X（旧Twitter）
- ジョン・アフォア (@da__moa) - Instagram
- John Afoa Ultimate Rugby
- John Afoa Rugby Union
- Blues Profile
- All Blacks ID=1062